# T.E. Hulme
Thomas Ernest (T. E.) Hulme, född 16 september 1883 i Endon i Staffordshire, död 28 september 1917 i Oostduinkerke i Västflandern i Belgien, var en brittisk litteraturkritiker och poet.
Hulme var med och grundade den litterära rörelsen imagismen och fick genom sina tankar om litteratur och konst ett stort inflytande på 1900-talets modernism. Som poet influerade han bland andra Ezra Pound och T.S. Eliot. Hulme dog under strider i första världskriget och större delen av hans verk publicerades postumt.

### Webbkällor
- T.E. Hulme Encyclopaedia Britannica
- T.E. Hulme Poetry Foundation